# Metin2
Metin2 este un MMORPG dezvoltat inițial de Ymir Entertainment (acum deținută de Webzen Games) și lansat inițial în Coreea în 2004. De atunci, a fost publicat în mai multe țări europene și în Statele Unite de Gameforge.
Din 2007, taxele lunare au fost eliminate și jocul a fost finanțat prin microplăți.

## Sistem de joc
Lumea Metin este formată din trei imperii: imperiul Shinsoo, Imperiul Chunjo și Imperiul Jinno care sunt în război unul împotriva celuilalt; precum și o zonă centrală, neutră. Jucătorul este un aventurier (sura, războinic, șaman, ninja, lycan) într-un univers asiatic ce trebuie să completeze misiuni pentru a avansa în joc. Aceste misiuni se bazează pe existenta Metins, meteoriți ce creează monștri.